# Надь, Бьянка
Бьянка Надь (венг. Nagy Bianka; род. 28 июня 2000) — венгерская гребчиха на каноэ, двукратная чемпионка Европы (2022, 2024), призёр чемпионатов мира, бронзовый призёр III Европейских игр 2023 года. Участница летних Олимпийских игр 2024 года.

## Карьера
На чемпионатах мира 2021 и 2022 года Бьянка завоевала четыре бронзовых медали. В 2022 году на чемпионате Европы в Мюнхене в каноэ-двойках на дистанции 200 метров стала чемпионкой Европы.
В Кракове, на III Европейских играх в 2023 году, Бьянка в каноэ-двойках на дистанции 500 метров завоевала бронзовую медаль.
В Сегеде на чемпионате Европы 2024 года в каноэ-двойках на дистанции 500 метров стала двукратной чемпионкой Европы. Ещё одну бронзовую медаль завоевала в заездах каноэ-двоек на дистанции 200 метров.
В июле-августе 2024 года приняла участие в своей первой Олимпиаде. В Париже в заездах каноэ-двоек на дистанции 500 метров, в паре с Агнес Кисс квалифицировались в финал А и заняли итоговое 4-е место.
В 2025 году на чемпионате Европы, который прошёл в Рачице, в каноэ-двойках на дистанциях 200 и 500 метров стала обладательницей двух бронзовых медалей.